# 康弗倫斯火山錐
68°56′S 66°40′W / 68.933°S 66.667°W
康弗倫斯火山錐（英語：Confluence Cone），是南極洲的冰原島峰，位於葛拉漢地的法利埃海岸，處於錫克爾山東南面7公里，在1947年由美國探險隊拍攝照片，現時由南極條約體系管理。